# Беженарь Ольга Петрівна

Заслужена артистка України Ольга Беженарь

Беженарь Ольга Петрівна (н. 30 січня 1975, Запоріжжя) — українська бандуристка, заслужена артистка України (2016). Голова Запорізького обласного осередку Національної спілки кобзарів України (НСКУ). Кандидат філософських наук.

## Життєпис
З 1982 по 1990 роки навчалась у Запорізькій школі мистецтв № 79 (нині Класичний ліцей) по класу бандури у викладача Валентини Іванисенко.
1990 року продовжила навчання у класі бандури Запорізького державного музичного училища ім. Майбороди (нині фаховий коледж), де її наставницею в кобзарському мистецтві стала Клавдія Кривцун. Після училища у 1996 році вступила на факультет народних інструментів Харківського державного інституту мистецтв ім. Котляревського (нині Національний університет мистецтв) до класу бандури доцента Любові Мандзюк.
З 2001 року — солістка-інструменталістка вищої категорії Запорізької обласної філармонії. У 2005 році обрана головою й відтоді очолює Запорізький обласний осередок Національної спілки кобзарів України в Запоріжжі.
З січня 2008 року по грудень 2020-го — художній керівник Запорізької обласної філармонії.
У 2008 році Беженарь організувала тріо «Хортиця», до складу якого, крім неї самої, входили М. Кривцун та К. Царькова (ЕКА). 2009 року тріо посіло третє місце на Всеукраїнському конкурсі «Дзвени, бандуро!» (м. Дніпропетровськ).
Тоді ж, у 2009 році, за ініціативи Беженарь і завдяки її активним зусиллям у Запоріжжі розпочато проведення Всеукраїнського конкурсу-фестивалю «Хортицький кобзар», який традиційно приурочується до дня народження Т. Г. Шевченка (на конкурсі обов'язковим є виконання твору на слова Тараса Шевченка). Відтоді Ольга Петрівна виступає як художня керівниця й організатор конкурсу-фестивалю: у березні 2024 року «Хортицький кобзар» відбувся усьоме, його географія розширилася до 14 областей України. Наразі у конкурсі беруть участь юні бандуристи віком від 6 до 21 року.
У 2010 році в Національному педагогічному університеті імені М.Драгоманова О.Беженарь захистила кандидатську дисертацію «Естетичний ідеал як чинник формування гармонійної особистості» і здобула звання кандидата філософських наук.
2013 року Беженарь створила ансамбль бандуристів «Божена» Запорізького обласного осередку НСКУ (з 2014 по 2019 рік ансамбль входив до складу Запорізької обласної філармонії). Відтоді вона є його артисткою і керівницею. Окрім неї, до складу колективу наразі входять бандуристки-вокалістки, лауреати міжнародних і всеукраїнських конкурсів Ольга Маркевич, Тетяна Окіпна, Ольга Григоренко, а також Дмитро Савєров (контрабас) і Михайло Козирєв (ударні інструменти).
У доробку ансамблю бандуристів «Божена»  авторські програми: пізнавально-патріотична «Відкриваю світ», патріотична «Я у тебе одна», пізнавально-розважальні «100% саундтрек», «Між минулим і майбутнім», «Bandura style», літературно-музична на слова Ліни Костенко й Івана Франка «Сподіваюсь бути почутою», адресована дітям пізнавальна «Сім чудес світу. Сім чудес України», розважальні «Музика кіно», «На крилах мрій до Нотр-Дам де Парі», патріотична «З Україною в серці», стилізована «Бароко&Bandura», різножанрова «Краще».
Саме артисти ансамблю «Божена» уперше використали підставки для бандури, що дають можливість бандуристам грати стоячи. Автор ідеї — Беженарь, виконавці — М. Шалабанов і В. Вовна. Згодом ідею підхопив І.Ткаленко, поставивши виготовлення підставок на комерційну основу.
У жовтні 2016 року концерт «Bandura style» з успіхом відбувся на сцені Колонного залу імені М.Лисенка Національної філармонії України в Києві. Наразі концертна діяльність ансамблю «Божена» під керівництвом О.Беженарь триває. Водночас артистка активно виступає як солістка.

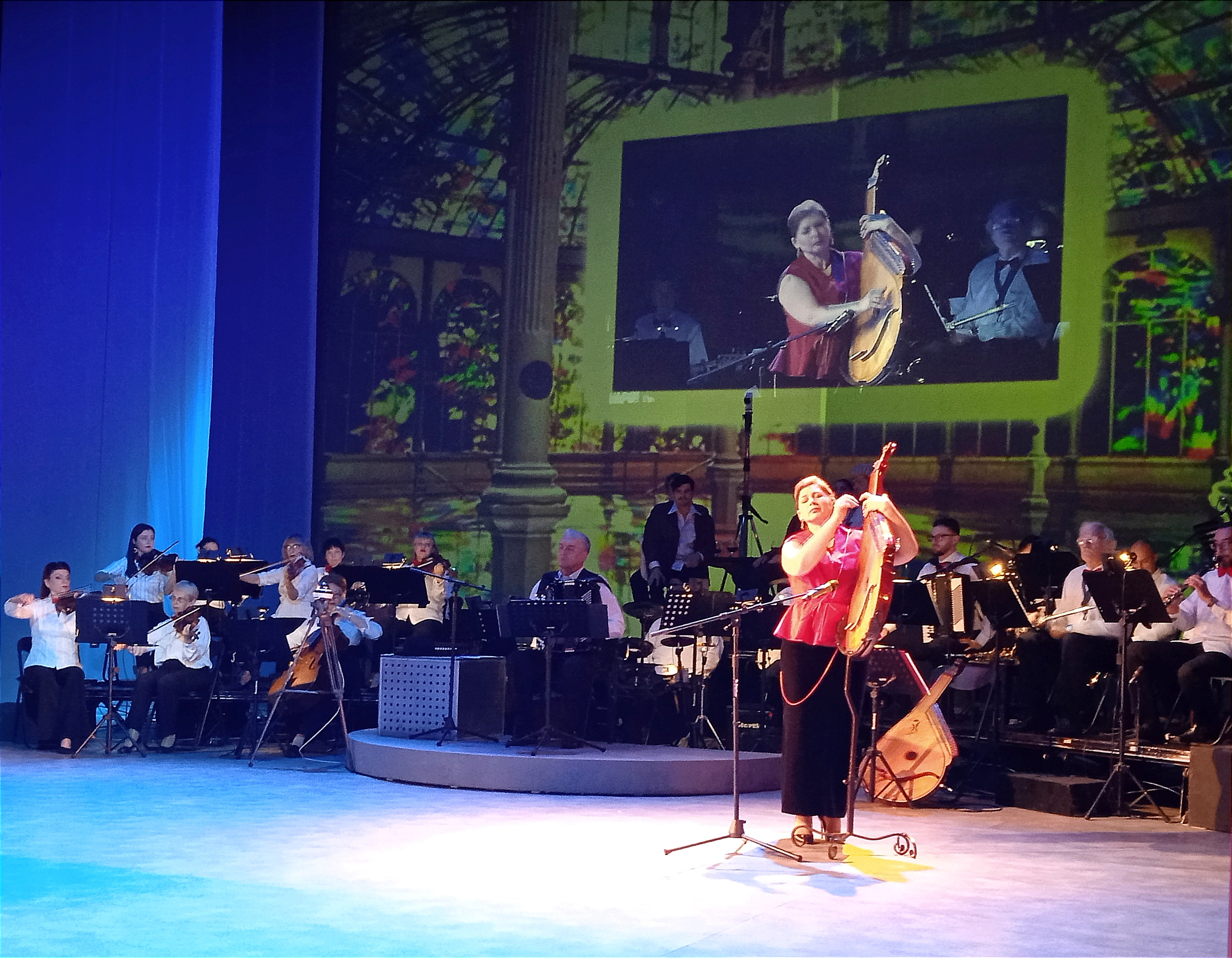
О.П.Беженарь у музичній програмі Запорізького театру імені В.Магара "Ва-банк", 28 червня 2025 року

2021 року Беженарь створила на базі Запорізької загальноосвітньої санаторної школи-інтернату № 7 І-ІІ ступенів «Школу кобзарського мистецтва», яка наразі стала потужним осередком виховання юних музикантів.
Із грудня 2024 року О.Беженарь працює артисткою вокалу вищої категорії Запорізького академічного обласного українського музично-драматичного театру ім. Магара.

## Репертуар
Репертуар О.Беженарь відзначається широким спектром: від класичних творів — до сучасних  ритмів, від народних пісень — до джазових композицій.  Зокрема, артистка виконує традиційні твори для бандури, композиторів  М.Скорика, К.М'яскова, В.Власова, М.Дремлюги;  класичні твори Й.С.Баха, Г.Ф.Генделя, В.А.Моцарта, А.Вівальді, Л. ван Бетховена, Фр.Шопена, А.Дюрана; твори сучасних композиторів О.Герасименко, Ю.Олійника,  Р.Лісової. Завдяки тісним творчим стосункам О.Беженарь із композиторами Запоріжжя,  розширюється репертуар концертного виконавця-бандуриста: для неї створено «Весняні казки» Г.Хазової для соло бандури та симфонічного оркестру; триптих В.Тодики на українські народні теми для соло бандури й оркестру; композиції Д.Савенка. Заслужена діячка мистецтв України  композиторка Н.Боєва написала для О.Беженарь музичну поему для голосу, альта та бандури «Спогад про вчителя А.Штогаренка». Таким чином, О.Беженарь працює як солістка, як художня керівниця ансамблю «Божена», як пропагандист кобзарського мистецтва.